# Pepita de Oliva
Pepita de Oliva, vlastním jménem Josefa Durán y Ortega (1830 Málaga – 1. března 1871 Turín) byla španělská tanečnice romského původu. Ve své době byla známa jako La Estrella de Andalucía (Andaluská hvězda).
Vyrůstala ve čtvrti El Perchel v rodině holiče a pradleny (i když podle některých spekulací byla nemanželskou dcerou šlechtice). Začínala jako tanečnice v madridském Teatro Real a stala se populární interpretkou španělských tanců flamenco a cachucha. Jejím učitelem tance byl Juan Antonio Gabriel de la Oliva, za něhož se roku 1851 provdala, avšak brzy mezi manžely vypukly konflikty a nadále žili odloučeně. Pepita se pak vydala na úspěšné turné po Evropě, během něhož navštívila Bordeaux, Kodaň, Londýn, Stuttgart, Berlín, Krakov a Vídeň. Její smyslný tanec s doprovodem kastanět vyvolával u publika nadšení, které tehdejší komentátoři charakterizovali jako Delirium Pepitatorium. Byla hvězdou pařížského Théâtre du Vaudeville a v Mnichově hrála titulní roli v opeře Němá z Portici. Třikrát také vystoupila v pražském Stavovském divadle a Jan Neruda se o jejím výkonu vyjádřil s obdivem v článku Dvě slova o baletu pro Národní listy.
Podle jejího kostkovaného kostýmu dostala název látka pepito. Ve Špandavě, kde nějaký čas pobývala, je po ní pojmenována ulice Pepitapromenade. Zobrazovali ji malíři Adolf von Menzel a Eduard Kaiser. Byly jí také věnovány hudební skladby Pepita-Marsch (autor Theodore Oesten) a Pepita-Polka (autor Johann Strauss mladší). Marie Geistingerová začínala svoji kariéru ve vídeňském Theater in der Josefstadt jako velmi populární imitátorka Pepity. 
V roce 1852 navázala milostný vztah s britským diplomatem Lionelem Sackville-Westem. Její vnučkou byla spisovatelka Vita Sackville-Westová. Pepita de Oliva zemřela ve čtyřiceti letech při porodu svého sedmého potomka. 